# 泥棒番付
『泥棒番付』（どろぼうばんづけ）は、1966年2月26日に大映が配給した、池広一夫監督による時代劇映画で、主演は勝新太郎。司馬遼太郎の「盗賊と間者」を参考に映画化された。
時は幕末、大阪を荒らしまくる泥棒で、自称泥棒番付の横綱である、佐渡八という男を描いた映画である。

## 配役
- 勝新太郎 : 佐渡八
- 青山良彦 : 清七
- 小林哲子 : お慶
- 内藤武敏 : 五大力
- 五味龍太郎 : 近藤勇
- 藤岡琢也 : 垂水
- 遠藤辰雄 : 饂飩屋の客朴庵
- 木村玄 : 同心
- 伊達三郎 : 荒木田
- 橋本力 : 木賀
- 寺島雄作 : 書役同心薬師
- 沖時男 : 船頭仙造
- 越川一 : 三十石船の客一
- 石原須磨男 : 三十石船の客三
- 高杉玄 : 浪人吾呂
- 藤川準 : 蛇の道1
- 堀北幸夫 : 旅人九三
- 山岡鋭二郎 : 蛇の道2
- 西岡弘善 : 遊人竜
- 勝村淳 : 頼田
- 伴勇太郎 : 沖田
- 黒木英男 : 同心
- 雨宮旭 : 三十石船の客二
- 伊東義高 : 駕籠屋
- 内田朝雄 : 田中松次郎
- 戸浦六宏 : 山崎丞

## スタッフ
- 監督 : 池広一夫
- 脚本 : 伊藤大輔
- 企画 : 奥田久司
- 原作 : 司馬遼太郎 「盗賊と間者」
- 撮影 : 武田千吉郎
- 美術 : 西岡善信
- 音楽 : 鏑木創
- 編集 : 山田弘
- 照明 : 加藤博也[3][4]
- 録音 : 林土太郎[3][4]

## 併映作品
- 『銭のとれる男』: 村野鐵太郎監督